# Віоліто Пайла
Віоліто Пайла (англ. Violito Payla; 8 січня 1979) — філіппінський боксер, чемпіон Азії та Азійських ігор.

## Аматорська кар'єра
На Іграх Південно-Східної Азії 2001 завоював бронзову медаль.
На Азійських іграх 2002 переміг Тулашбоя Донійорова (Узбекистан) і програв Номану Карім (Пакистан).
На чемпіонаті Азії 2004 переміг чотирьох суперників, у тому числі Тулашбоя Донійорова (Узбекистан) у півфіналі і Кім Кі Сук (Південна Корея) у фіналі.
На Олімпійських іграх 2004 програв у першому бою Тулашбою Донійорову (Узбекистан).
На Азійських іграх 2006 здобув перемоги над п'ятьма суперниками, у тому числі над Сомжит Джонгжохор (Таїланд) у фіналі, і став чемпіоном.